# حبیب‌الله پیروی
حبیب‌الله پیروی (درگذشت ۱۹ اسفند ۱۳۹۸) پزشک، استاد دانشگاه، رئیس اسبق دانشگاه علوم پزشکی شهید بهشتی بود.
وی از حامیان حسن روحانی در انتخابات ریاست جمهوری دوره دوازدهم بود.

## تحصیلات
- دکتری عمومی پزشکی از

دانشگاه علوم پزشکی شهید بهشتی
- تخصص جراحی عمومی از

دانشگاه علوم پزشکی شهید بهشتی
- فوق‌تخصص جراحی عروق از

دانشگاه علوم پزشکی شهید بهشتی